# Kostel svatého Matouše (Postřelmov)
Kostel svatého Matouše v Postřelmově je raně barokní stavbou ze 17. století s pozůstatky gotické architektury ze 14. století. Přestavěn v r. 1853. Není na seznamu nemovitých kulturních památek. Cennou kulturní památkou je renesanční hrobka Bukůvků z Bukůvky (1592) s křížem naproti kostelu.

## Historie
První písemně doložená zmínka o farním kostele sv. Matouše v Postřelmově pochází z r. 1409, ale kostel byl pravděpodobně postaven již ve 14. století zemany ze sousedních Závořic a Kolšova, kteří zde pohřbívali své zesnulé příslušníky rodu s manželkami. Šlo o gotickou stavbu, k lodi byla přistavěna ze severní strany věž s vchodem do chrámu. Vzhled kostela se dochoval na historické mapě zábřežského panství zhotovené roku 1623 Pavlem Aretinem z Ehrenfeldu pro nového majitele Karla z Lichtenštejna. V roce 1664 kostel vyhořel. Podle některých pramenů byl kostel dřevěný, požárem byl zničen a na jeho místě byl postaven nový, kamenný. 
Stavebně-historický průzkum doplněný písemnými prameny však podporuje názor, že kostel byl postaven z lomového kamene a požár zničil střechu, krovy a ploché dřevěné stropy. Zůstaly jen holé zdi. V pamětních listinách nalezených v báni kostela se uvádí, že při výstavbě v roce 1665 byla původní část po obou stranách prodloužena. Za oltářem bylo prodlouženo kněžiště o jeden a půl sáhu a z druhé strany byla k lodi přistavěna předsíň (2 sáhy), z níž vedlo schodiště na dolní chór. Loď i kněžiště byly barokně zaklenuty. Písemnému svědectví odpovídá i sama stavba. Z původního kostela se dochovala západní část chrámové lodi s věží. Obě byly vyzdívány z kamene a jejich zdivo je vzájemně provázáno. Umístění věže na severní straně lodi je typické pro gotiku. Při zaklenutí lodi musely být slabé zdi západní části z vnější strany podepřeny vysokými opěráky. Ze severní strany tento účel plnila hmota věže. Chrám byl uvnitř dlouhý necelých 24 m (loď s kněžištěm). V západní části lodi byly dva chóry, dolní s lavicemi pro věřící, na horním byly umístěny varhany. Původní vchody do kostela z období gotiky byly zachovány a do chrámu se i po roce 1665 vcházelo buď dveřmi v západním průčelí přes nově přistavěnou předsíň, nebo síní v přízemí věže, v níž se po stranách dodnes zachovala starobylá sedile, sedátka zahloubená do hmoty stěn věže. Kostel byl kryt šindelovou střechou, věž byla opatřena barokní cibulí s lucernou, makovicí, korouhvičkou a hvězdou. Nad střechou se tyčil sanktusník se zvonkem. V roce 1665 byl gotický zděný kostel po požáru barokně přestavěn, zaklenut, přistavěna předsíň a zvětšeno kněžiště.
Kostel, který nebyl vyzdoben nástěnnými malbami, byl postupně vybavován zařízením. V roce 1806 měl v kněžišti umístěny po bocích hlavního oltáře ještě dva oltáře postranní. Hlavní oltář s obrazem sv. Matouše byl zčásti vyzděn, a zčásti dřevěný. Před obrazem byla umístěna soška sv. Michaela a po stranách dřevěné sochy sv. Jana Evangelisty a sv. Jana Křtitele.
V roce 1853 byla zahájena oprava zchátralého kostela. Představitelé obce zamítli návrh tehdejšího faráře, aby byl kostel stržen a na jeho místě postaven nový. Původně gotické a barokně zaklenuté kněžiště se sakristií bylo zbořeno a loď byla prodloužena netradičně východním směrem k silnici a zakončena stejně širokým a vysokým kněžištěm. Tak bylo dosaženo sjednoceného chrámového prostoru. Byl zrušen horní chór a ponechán jen dolní, který byl prodloužen. Chrám dostal novou sakristii, nad níž bylo zřízeno oratorium. Okna byla zvětšena a celá stavba byla zakryta novou břidlicovou střechou. Kostel tak dostal dnešní podobu. Prodloužením kostela byl hřbitov rozdělen na dvě části. Část směrem k obci byla zrušena. Druhá část za kostelem byla rozšířena směrem na západ a obehnána zdí, na vnitřní straně opatřenou výklenky, v nichž byla umístěna křížová cesta. V roce 1858 byl nový hřbitov s novým kamenným křížem uprostřed vysvěcen.
Kostel byl opravován v roce 1931. V letech 2013-14 byl opraven krov, vyměněna břidlicová krytina a zahájena oprava varhan. 

## Popis

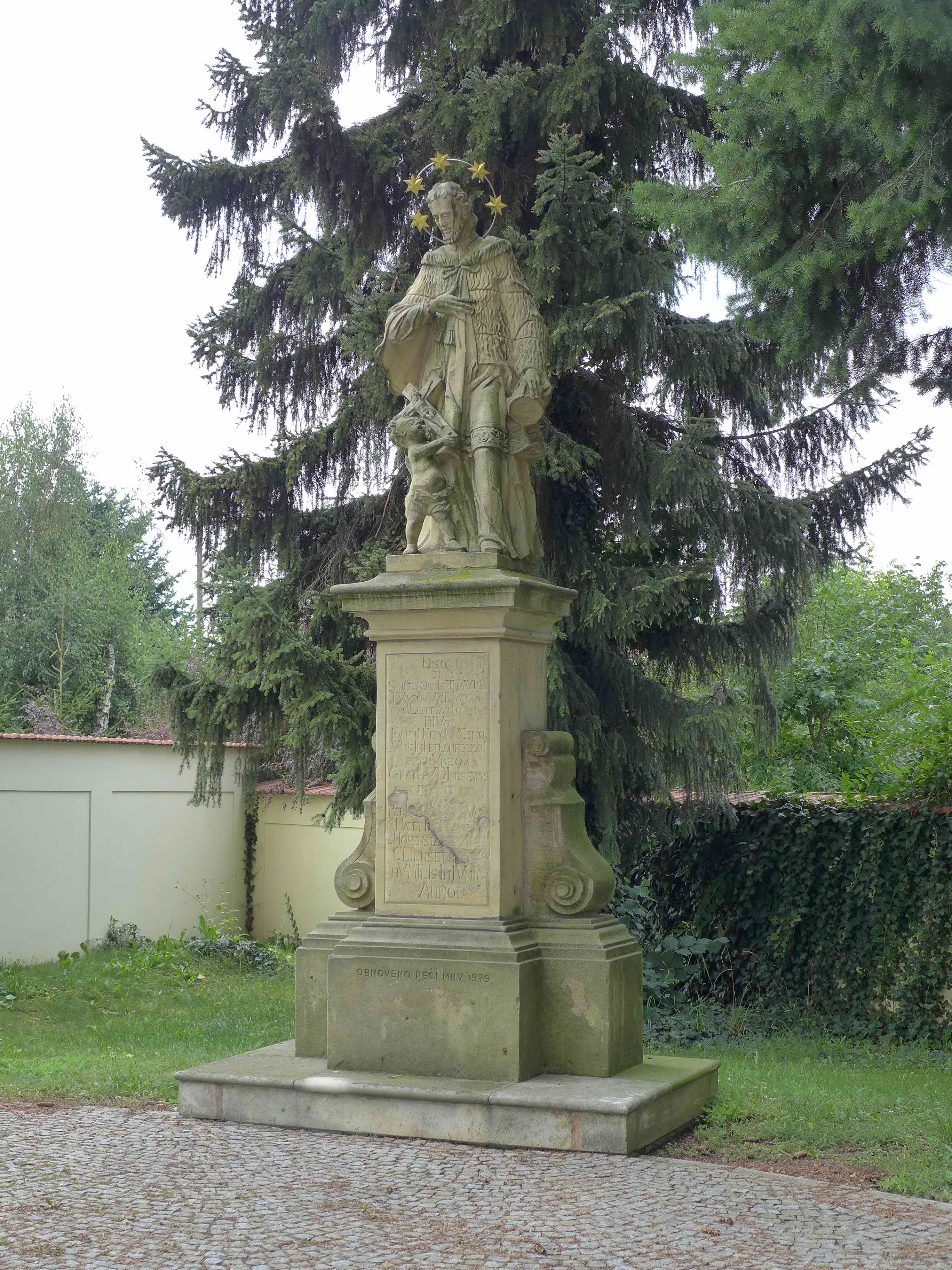
socha sv. Jana Nepomuckého

Kostel sv. Matouše se hřbitovem se nachází na jihozápadním okraji obce, kněžištěm obrácen k silnici. V blízkosti kostela proti věži se nachází renesanční hrobka Bukůvků z Bukůvky, která je chráněnou kulturní památkou, stejně jako kamenný kříž stojící na druhé straně cesty. Vzácný rokokový kříž z roku 1764 nechali zhotovit postřelmovští občané za podpory místního faráře. U vchodu na hřbitov stojí další chráněná památka – barokní pískovcová socha sv. Jana Nepomuckého z roku 1732.
Samotný kostel je jednolodní stavbou obdélného půdorysu s polygonálně skoseným kněžištěm, k němuž na severní straně přiléhá čtyřboká sakristie s oratoří v patře.  K severní straně lodi je přistavěna hranolová věž s hodinami a zvonicí, zakončená cibulovou bání. V přízemí věže je vchod do kostela a boční vstup do vyšších pater věže. V prostoru mezi věží a sakristií stojí sloup se sochou sv. Filomény, který nechal postřelmovský starosta v roce 1882 postavit na památku tragického úmrtí své dcery. Nejstarší jihozápadní část je zpevněna mohutnými opěrnými pilíři, mezi kterými jsou prolomena úzká vysoká okna. K západnímu průčelí je přistavěna nízká předsíň, v níž je další vchod do kostela a na kůr.
Hlavní vstup do kostela je přes předsíň zaklenutou plackou. Boční vstup portálem s půlkruhovým záklenkem a kamenným ostěním. V západní části lodi je na jednom kruhovém segmentu umístěna kruchta. Parapet kruchty tvoří ploché litinové zábradlí napodobující balustrádu. Kostel je dlouhý více než 35 m, jeho nová část z roku 1853 začíná širokými pilastry nesoucími nápadně široký klenební pás s nástropním obrazem Poslední večeře Páně a končí klenbou presbytáře nad oltářem. Do severní zdi lodi je vsazen figurální náhrobník malé dcery neznámého šlechtice s datací 27.7.1626. 
Současné vybavení kostela pochází z 19. a 20. století. Za pozornost stojí hlavní oltářní s  obrazem evangelisty sv. Matouše a  dřevěnými sochami sv. Františka z Assisi a Aloise Gonzagy po stranách. Sochařskou výzdobu presbytáře  dotváří sousoší Bořivojův křest z roku 1894 od sochaře Josefa Strachovského a sochy sv. Ludmily a Barbory na samostatných konzolách.  K zajímavým prvkům interiéru patří ornamentální řezbářská výzdoba čel lavic a zvláště pak řezbářská práce na obou zpovědnicích, které byly do chrámu instalovány v roce 1894. Chloubou kostela jsou varhany postavené v roce 1889 varhanářem Karlem Neusserem z Nového Jičína. 
První písemná zmínka o zvonech na kostele sv. Matouše pochází z roku 1745. V roce 1879 byly pořízeny tři nové zvony, protože stávající byly chatrné a puklé. Největší sv. Matouš vážil 1176 kg. V 1. světové válce byly zvony z věže zrekvírovány pro válečné účely, zůstal jen malý umíráček v sanktusníku. V roce 1920 byla zahájena ve farnosti finanční sbírka na pořízení nových zvonů. Byly odlity v dílně Oktáva Wintera v Broumově a 2.4.1923 slavnostně posvěceny. Také tyto zvony byly odvezeny během 2. světové války a již se nevrátily. Současné tři zvony z dílny paní Laetitie Dytrychové z Brodku u Přerova byly na věž kostela umístěny v roce 1969. Na jejich pořízení byla uspořádána sbírka kovů, které pak byly vyměněny za zvonovinu. 

## Hrobka Bukůvků z Bukůvky

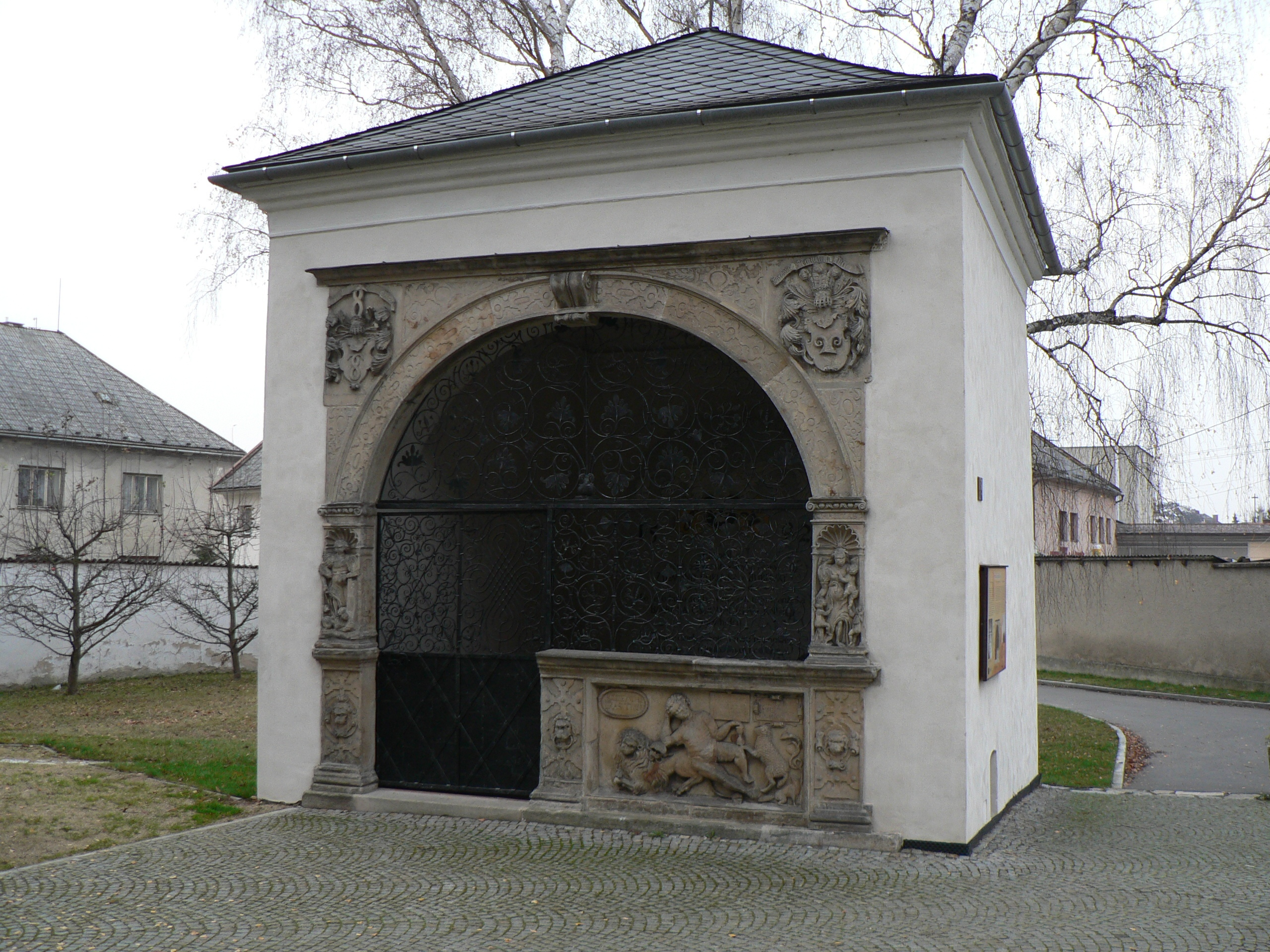
Hrobka Bukůvků z Bukůvky

Roku 1592 byla na hřbitově u kostela postavena renesanční hrobka tehdejších majitelů sousedního chromečského statku vladyků Bukůvků z Bukůvky.  Nevelká stavba byla tehdy umístěna vedle někdejší brány na hřbitov, portálem otočená k věži kostela, v níž je hlavní vchod do chrámu.
Hrobka Bukůvků v Postřelmově je samostatně stojící prostá menší stavba čtvercového půdorysu (5,5 x 5,2 m) zakončená římsou a stanovou stříškou.
Nejhodnotnější její částí je průčelní portál s pozoruhodnou reliéfní výzdobou. V nikách postranních pilířů jsou umístěny alegorické postavy Síly (Fortitudo) a Lásky (Charitas). Čelo oblouku a další prvky jsou zdobeny renesančním pobíjeným ornamentem přeneseným do kamenické výzdoby z uměleckého zámečnictví. V horních rozích portálu jsou umístěny erby Zikmunda z Bukůvky (vlevo) a jeho manželky Barbory Okrouhlické (vpravo). Ikonografická výzdoba parapetní zídky symbolicky znázorňuje pomíjivost lidského života a myšlenku na smrt. Hodnotným doplňkem portálu je mistrovsky kovaná renesanční mříž. Mříž je tvořena z esovitých, spirálových i proplétaných vzorců, doplněných vegetativními motivy. Stala se předlohou pseudorenesanční kovářské práce v centrálním chrámu Uher, v budapešťské bazilice svatého Štěpána.
Nadzemní prostora hrobky, která původně sloužila jako pohřební kaple, je uvnitř zaklenuta pro renesanci typickou zrcadlovou klenbou.
Otvorem v podlaze se sestupuje do krypty s valenou klenbou, kde jsou uloženy čtyři prosklené rakve s mumifikovanými ostatky. Traduje se, že zde vedle Zikmunda Bukůvky a jeho manželky Barbory Okrouhlické z Kněnic odpočívají ostatky Zikmundova synovce Bernarda (+1631) a neznámé dívky, snad dcery jmenovaných manželů.
Obec Postřelmov se smlouvou r. 1612 zavázala, že bude o rodinnou hrobku na věčné časy pečovat a svému závazku dostála. V roce 1936 se českobratrské sbory v okolí Postřelmova rozhodly hrobku opravit. Podlaha v kryptě byla zalita betonem, větrací otvor byl zazděn, na podlahu v kapli byly položeny dlaždice. Byl opraven krov a střešní krytina, stavba byla opatřena omítkou. Některé zásahy se později ukázaly jako nevhodné, neboť hrobka trpěla vysokou vlhkostí. V r. 1963 byla hrobka zapsána do seznamu kulturních památek. V polovině šedesátých let byla provedena oprava sochařské výzdoby a v roce 1976 byla opravena a konzervována renesanční mříž. V osmdesátých letech byly provedeny odborné práce na konzervování uložených ostatků. Současně byl vystavěn větrací komín, který měl vytvořit příznivější prostředí. V letech 2004 až 2005 byla provedena generální oprava hrobky, včetně hydroizolací vlhké krypty a otevřeno bylo i původní okénko v jižní zdi hrobky. Byly provedeny kompletní restaurátorské práce na kamenném portálu, vyrobeny nové katafalky pod rakve a odborně ošetřeny mumifikované ostatky. Upraveno bylo i okolí hrobky a kostela.